# Stéphanie Crayencour
Stéphanie Crayencour (* 2. Dezember 1983 in Uccle, Region Brüssel-Hauptstadt, als Stéphanie Carole Micky Rittweger de Moor) ist eine belgische Schauspielerin und Pop- und Chansonsängerin.

## Leben
Stéphanie Crayencour ist die Tochter der Eheleute Claire Cleenewerck de Crayencour (* 1956) und Patrick Rittweger de Moor (* 1954). Sie ist auch eine Großnichte der Schriftstellerin Marguerite Yourcenar.
Ihr Theaterdebüt gab sie in jungen Jahren 1995 in dem Stück Les Quatre Filles von Doctor March nach dem Roman Little Women von Louisa May Alcott. Danach war sie nur noch gelegentlich in kleinen Theatern zu sehen. Sie verlegte 2003 ihren Lebensmittelpunkt nach Paris. Dort besuchte sie eine Musikschule, an der sie Unterricht am Klavier und der Gitarre sowie im Gesang und der Musiktheorie erhielt. Zur Finanzierung ihrer Weiterbildung arbeitete sie als Model.
Beim Vorsprechen im Rahmen eines Filmcastings für das letzte Projekt des schon 87-jährigen Filmregisseurs Éric Rohmer, den Film Les amours d’Astrée et de Céladon, entsprach sie 2007 seinen Erwartungen, da insbesondere der Kopf und die blasse Hautfarbe gefielen. Um die Hauptrolle der Schäferin Astrée letztendlich zu bekommen, änderte sie auf Wunsch Rohmers ihren Namen; Rittweger de Moor mochte er nicht. Sie entschied sich für den Künstlernamen Crayencour, den Geburtsnamen ihrer Mutter, den sie fortan als Schauspielerin führte. Rohmers Film kam am 5. September 2007 in die französischen Kinos und stand auf den 64. Internationalen Filmfestspielen von Venedig im Wettbewerb um den Goldenen Löwen. Für ihre Rolle der Marie van Verten in Denis Thybauds Film Les Mythos war Stéphanie Crayencour im Jahr 2012 für den Magritte-Filmpreis als beste Nachwuchsdarstellerin nominiert. Eine Nominierung für den Magritte als beste Nebendarstellerin erreichte sie im Jahr 2020 für ihre Rolle der Lulu in Nicole Palos Film Emma Peeters.
Als Sängerin veröffentlichte Crayencour im Mai 2011 das Pop- und Chanson-Album La Garçonnière, auf dem auch Saule, Mélanie Pain und Sacha Toorop zu hören sind. Es hielt sich 16 Wochen in den wallonischen Musikcharts Ultratop 200 Albums und stieg am 30. Juli 2011 bis auf Platz 34, in den Albumcharts nur belgischer Interpreten bis in die Top 5.

## Filmografie
- 2007: Astrée und Céladon (Les Amours d’Astrée et de Céladon)[9]
- 2009: Oskar und die Dame in Rosa (Oscar et la Dame rose)
- 2010: Kill Me Please[10]
- 2011: Nos résistances
- 2011: Les Mythos
- 2012: Tom le cancre
- 2012: La Danse de l’Albatros (Fernsehfilm)
- 2012–2017: Spin – Paris im Schatten der Macht (Les Hommes de l’ombre, Fernsehserie, Folgen 2x02–2x06)
- 2013: La Planète des cons (Fernsehfilm)
- 2016: Un petit boulot
- 2016: Die Besucher – Sturm auf die Bastille (Les Visiteurs: La Révolution)
- 2016: Ein Dorf sieht schwarz (Bienvenue à Marly-Gomont)[11]
- 2016: Faut pas lui dire
- 2017: Tueurs
- 2017: Monsieur Pierre geht online (Un profil pour deux)[12]
- 2017–2018: Les Chamois (Fernsehserie)
- 2018: Emma Peeters
- 2019: Platane (Fernsehserie, Folgen 3x01–3x08)
- 2020: Adorables
- 2024: The New Look (Fernsehserie)

## Diskografie
Alben
- 2011: La Garçonnière[13]

Singles
- 2009: Juste pour voir (mit der Band Suarez)[14]
- 2010: La fille qui sourit de chagrin / Jaloux[15]
- 2011: Bye Bye[16]

## Preise
Nominiert
- 2012: Magritte als beste Nachwuchsdarstellerin für Les Mythos[17]
- 2020: Magritte als beste Nebendarstellerin für Emma Peeters[18]